# Ígor Shústikov
Ígor Vladímirovich Shústikov (del ruso: Игорь Владимирович Шустиков) (Babruisk, 25 de agosto de 1971 - ibídem, 14 de julio de 2014) fue un futbolista bielorruso que jugaba en la demarcación de defensa.

## Biografía
Debutó como futbolista en 1992 con el FC Bobruisk. Dos años después jugó la final de la Copa de Bielorrusia, perdiendo por 3-1 contra el FC Dinamo Minsk. Al dejar el club en 1995, y tras 105 partidos jugados, fichó por el FC Belshyna Babruisk. Llegó a ganar la Copa de Bielorrusia en 1997 y en 1999, contra el FC Dinamo-93 Minsk y el FC Slavia-Mozyr respectivamente. Finalmente tras ser traspasado al FC Jimik Svetlogorsk, se retiró como futbolista.
Falleció el 14 de julio de 2014 en Babruisk a los 42 años de edad.

## Clubes
| Club                 | País        | Año         | Partidos | Goles |
| -------------------- | ----------- | ----------- | -------- | ----- |
| FC Bobruisk          | Bielorrusia | 1992 - 1995 | 105      | 0     |
| FC Belshyna Babruisk | Bielorrusia | 1995 - 2000 | 85       | 1     |
| FC Jimik Svetlogorsk | Bielorrusia | 2000        | 10       | 0     |

## Palmarés

### Campeonatos nacionales
| Título              | Club                 | País        | Año  |
| ------------------- | -------------------- | ----------- | ---- |
| Copa de Bielorrusia | FC Belshyna Babruisk | Bielorrusia | 1997 |
| Copa de Bielorrusia | FC Belshyna Babruisk | Bielorrusia | 1999 |